# Reggenza di Wajo
La reggenza di Wajo (in indonesiano: Kabupaten Wajo) è una reggenza dell'Indonesia, situata nella provincia di Sulawesi Meridionale.
| Controllo di autorità | VIAF (EN) 124785402 · LCCN (EN) nr99017430 · J9U (EN, HE) 987007494109305171 |